# Китайская Республика на летних Олимпийских играх 1932
Китайская республика принимала участие в Летних Олимпийских играх 1932 года в Лос-Анджелесе (США) в первый раз за свою историю, пропустив Летние Олимпийские игры 1928 года, но не завоевала ни одной медали.
Несмотря на то, в список китайской делегации входило больше десятка человек, включая представителей Национального олимпийского комитета, медиков и прессу, фактически страну представлял только один спортсмен — легкоатлет Лю Чанчунь, участвовавший в спринтерских забегах на 100 и 200 метров.
В список также были включены, но не прибыли в Лос-Анджелес, бывший министр Китайской республики Ван Чэньцин и бегун-стайер Юй Сивэй.
Правительство Маньчжоу-Го хотело, чтобы Лю Чанчунь и Юй Сивэй выступали на Олимпиаде под маньчжурским флагом, но спорстмены отказались. По некоторым данным, Юй Сивэй был задержан прояпонскими властями Маньчжоу-Го. В мае 1932 года Лю Чанчунь объявил в газете «Тагунбао» о своём отказе представлять Маньчжоу-Го и желании представлять Китай. Поскольку Гоминьдан отказался финансировать его поездку, генерал Чжан Сюэлян предоставил 8000 серебряных долларов[уточнить], которые позволили Лю Чанчуню участвовать в играх.
31 июля 1932 года Лю Чанчунь участвовал в предварительных забегах на 100 метров, где был распределён во вторую группу, в которой было 5 спортсменов. Позже Лю Чанчунь написал о забеге в своём дневнике: «Победитель бежал быстрее меня примерно на 4 ярда в конце, его время было 10,9 секунды. Я был четвёртым, заняв второе место, время было примерно 11 секунд. В этом соревновании я получил впереди до 60 м, однако другие участники обогнали меня после 80 м. Я не могу добиться лучшего результата из-за истощения после месячной поездки в США и отсутствия упражнений во время поездки». Лю Чанчунь зарегистрировался на 100, 200 и 400 метров среди мужчин; где он не смог пройти квалификацию в финале на 100 и 200 метров среди мужчин, и он не участвовал в соревнованиях на 400 метров среди мужчин из-за истощения.
В 2008 году об участии Лю Чанчуня в Олимпиаде был снят китайский художественный фильм «一個人的奧林匹克» («Олимпиада одного человека»): название подразумевает, что всего один спортсмен представлял более чем 400 миллионов (население Китайской республики в тот период).